# Seespitz (Totes Gebirge)
Der Seespitz ist ein 1574 m ü. A. hoher Gipfel im Toten Gebirge in Oberösterreich. Er erhebt sich am Ostrand der Warscheneckgruppe in der Pyhrn-Priel-Region. Seine Lage unmittelbar über dem Gleinkersee südlich von Windischgarsten gab dem Gipfel seinen Namen.
Der Gipfel bietet eine gute Aussicht über das gesamte Windischgarstner Becken sowie zum Sengsengebirge und Teilen des Toten Gebirges.
Der kürzeste markierte Wanderweg führt vom Gleinkersee über den Seegraben und den Kniewasser-Steig auf den Gipfel des Seespitz. Weiters ist ein Aufstieg vom Pießling-Ursprung bei Roßleithen oder auch von der Wurzeralm bei Spital am Pyhrn, jeweils über die bewirtschaftete Dümlerhütte, möglich.